# Seznam osebnosti iz Občine Prevalje
Seznam osebnosti iz Občine Prevalje vsebuje osebnosti, ki so se tu rodile, delovale ali umrle.
Občina Prevalje ima 13 naselij: Belšak, Breznica, Dolga Brda, Jamnica, Kot pri Prevaljah, Leše, Lokovica, Poljana, Prevalje, Suhi Vrh, Šentanel, Zagrad, Stražišče

## Humanistika
- Anton Blažej, planinec, tiskar (1898, Šmihel pri Pliberku – 1972, Nova Gorica)
- Andreja Čibron Kodrin, sociologinja, novinarka, urednica, lektorica (1961, Slovenj Gradec –)
- Marijan Gerdej, arhivist, zborovodja, teolog (1948, Vinarje – 2020, Dolga Brda)
- Mira Gerdej, humanitarna delavka, učiteljica (1942, Dolga Brda – 2007, Prevalje)
- Ivan Gornik, kritik (1845, Hrovača – 1889, Celovec)
- Lovro Horvat, učitelj, zbiratelj, zborovodja (1863, Bistrica v Rožu – 1938, Kamnik)
- Niko R. Kolar, kulturni delavec, založnik, galerist, publicist, urednik (1945, Slovenj Gradec –)
- Metod Milač, bibliotekar, muzikolog, publicist, zborovodja (1924, Prevalje – 2016, Syracusa)
- Vinko Ošlak , filozof, predavatelj, esejist, knjižni urednik, kulturni organizator, lektor, pisatelj, prevajalec (1947, Klagenfurt –)
- Marija Suhodolčan Dolenc, knjižničarka, bibliografinja (1929, Prevalje – 2005, Slovenj Gradec)
- Franc Sušnik, knjižničar, literarni ustvarjalec, profesor slovenskega jezika in književnosti, slavist, urednik, publicist, zgodovinar (1898, Prevalje – 1980, Slovenj Gradec)
- Ervin Wlodyga, raziskovalec, zbiratelj, lokalni zgodovinar, knjigovodski strokovnjak, kulturni delavec (1914, Ravne na Koroškem – 2004, Prevalje)

## Šolstvo
- Karel Doberšek, učitelj, prosvetni delavec, kulturni delavec, šolski upravitelj (1889, Leše – 1964, Prevalje)
- Friedrich Eichberger, učitelj, skladatelj (1908, Prevalje – 1961, Dunaj)
- Ivan Ferk, prosvetni delavec, učitelj, ravnatelj šole (1903, Pameče – 1981, Maribor)
- Gustav Gnamuš, akademski slikar, likovni pedagog (1941, Mežica –)
- Margareta Jukič, kulturna delavka, učiteljica (1943, Žerjav –)
- Pavel Košir, učitelj, urednik, zbiralec ljudskega blaga (1878, Loga vas – 1925, Prevalje)
- Stanko Kotnik, profesor slovenskega jezika in književnosti, publicist, slavist (1928, Maribor – 2004, Maribor)
- Luka Kramolc, glasbeni pedagog, zborovodja, publicist, urednik (1892, Šentanel – 1974, Ljubljana)
- Benjamin Kumprej, akademski slikar, profesor likovne umetnosti (1952, Leše – 2018, Slovenj Gradec)
- Ivan Lebič, učitelj, kulturnoprosvetni delavec, zborovodja (1898, Šmartno – 1982, Prevalje)
- Ožbe Lodrant, 	knjižničar, kulturnoprosvetni delavec, šolski nadzornik, učitelj (1899, Mežica – 1982, Prevalje)
- Stanislav Lodrant, profesor, kemik, glasbenik, planinec, ilustrator (1927, Prevalje – 2023)
- Mojca Potočnik, novinarka, kulturna delavka, profesorica slovenskega jezika in književnosti, slavistka (1948, Stražišče – 1997, Sele)
- Majda Senica-Vujanovič, publicistka, učiteljica (1933, Šentanel –)
- Silva Sešelj, profesorica slovenskega jezika in zgodovine umetnosti, kulturno-prosvetna delavka, slavistka (1946, Kotlje  – 2015, Prevalje)
- Tone Sušnik, profesor slovenskega jezika in književnosti, knjižničar, slavist, urednik, literarni zgodovinar (1932, Prevalje – 2010, Slovenj Gradec)

## Kultura in umetnost

### Književna umetnost
- Janez Gradišnik, pisatelj, prevajalec (1917, Stražišče – 2009, Ljubljana)
- Blaž Mavrel, bukovnik, ljudski pesnik (1896, Gradišče – 1977, Strojna)
- Rudi Mlinar, pisatelj (1950, Dolga Brda –)
- Franc Pečnik, pesnik, pisatelj (1948, Slovenj Gradec – 2017, Fara)
- Matjaž Pikalo, pisatelj, pesnik, glasbenik, etnolog, sociolog kulture (1963, Slovenj Gradec –)
- Ljuba Prenner, odvetnica, pisateljica (1906, Prevalje – 1977, Prevalje)
- Leopold Suhodolčan, mladinski pisatelj, ravnatelj šole, učitelj, urednik (1928, Žiri – 1980, Golnik)
- Primož Suhodolčan, mladinski pisatelj, podjetnik (1959, Črna na Koroškem –)
- Barica Smole, pisateljica, prevajalka, Trdinova nagrajenka (1948, Prevalje –)

### Glasbena umetnost
- Anton Apohal, glasbenik, kantavtor (1958, Slovenj Gradec – 2002, Slovenj Gradec)
- Tone Ivartnik, zborovodja, glasbenik, profesor glasbe (1935, Velenje – 2012, Prevalje)
- Milan Kamnik, 	kantavtor, glasbenik (1957, Slovenj Gradec –)
- Štefan Kramolc, organist (1871, Šentanel – 1956, Šentanel)
- France Lampert, skladatelj, montažer, glasbenik, filmski delavec (1923, Prevalje – 1997, Ljubljana)
- Lojze Lebič, skladatelj, akademski glasbenik, dirigent, glasbeni pedagog (1934, Prevalje –)
- Ciril Marin, glasbenik (1904, Šentanel – 1985, Šentanel)
- Anej Piletič, glasbenik, pevec skupine BQL (1999, Prevalje –)
- Rok Piletič, glasbenik, pevec skupine BQL (1991, Prevalje –)

### Likovna umetnost
- Franc Berneker, akademski kipar, umetnik (1874, Gradišče – 1932, Ljubljana)
- Franc Berthold, likovni ustvarjalec, likovni pedagog, industrijski oblikovalec (1945, Strojna –)
- Borut Bončina, arhitekt, oblikovalec, urbanist (1961, Slovenj Gradec –)
- Franc Boštjan, arhitekt, slikar (1930, Prevalje – 1999, Ravne na Koroškem)
- Janko Dolenc, slikar, kipar, kulturni delavec (1921, Mozirje – 1999, Slovenj Gradec)
- Franjo Golob, akademski slikar, pesnik (1913, Prevalje – 1941, Domžale)
- Andrej Grošelj, akademski kipar, profesor likovne umetnosti (1947, Leše – 2011, Dobja vas)
- Božidar Ted Kramolc, pisatelj, arhitekt, akademski slikar (1922, Podgora – 2013, Toronto)
- Andrej Lodrant, arhitekt, urbanist (1932, Prevalje –)
- Ciril Zazula, arhitekt (1924, Prevalje – 1995, Slivniško Pohorje)

### Ostalo
- Lavoslav Abraham, kulturni delavec, ljubiteljski režiser, ljubiteljski igralec (1833, Libuče – 1926, Prevalje)
- Friderik Angeli, kulturni delavec, pevski organizator (1942, Prevalje – 2006, Slovenj Gradec)
- Pavla Filip, kulturnoprosvetna delavka, pevka (1912, Prevalje – 2009, Slovenj Gradec)
- Leander Fužir, slikar, elektrotehnik, kulturni delavec (1942, Prevalje –)
- Franc Gornik, ljubiteljski zgodovinar, kulturni delavec (1924, Mežica – 2011, Ravne na Koroškem)
- Justina Kališnik, kulturna delavka, ljubiteljska igralka (1907, Prevalje – 2002, Slovenj Gradec)
- Jožko Kert, kulturni organizator, zborovodja, kulturni delavec, publicist, kemik (1943, Črna na Koroškem –)

## Gospodarstvo, kmetijstvo in gostinstvo
- Vinko Čibron, družbenopolitični delavec, strojni tehnik (1924, Prevalje – 1984, Prevalje)
- Anton Hribernik, gostilničar, posestnik (1910, Dobja vas – 1979, Prevalje)
- Matija Kresnik, bukovnik, mlinar (1821, Leše – 1890, Stražišče)
- Jurij Krof, ljudski pesnik, kmet, mlinar (1845, Lokovica – 1943, Lokovica)
- Matevž Šipek, kulturni delavec, igralec, metalurg, publicist, zborovodja (1926, Šentanel – 2015, Slovenj Gradec)

## Politika, uprava, pravo in vojska
- Karel Aberšek, družbenopolitični delavec (1905, Raduše – 1987, Slovenj Gradec)
- Maria Cäsar, politična aktivistka (1920, Prevalje – 2017, Graz)
- Drago Kos, policist, pravnik, nogometni sodnik in veteran vojne za Slovenijo (1961, Prevalje –)
- Marta Kos, veleposlanica, pisateljica, političarka (1965, Prevalje –)
- Gašper Pilat, duhovnik, generalni vikar, župnik (1644, Vrhpolje pri Vipavi – 1706, Prevalje)
- Josip Šašel, pravnik, etnografski pisec, publicist, raziskovalec ljudskega izročila, sodnik, urednik (1883, Slovenji Plajberk – 1961, Prevalje)
- Pavle Žaucer, politični delavec, inženir agronomije, diplomat (1914, Selnica – 1986, Ljubljana)

## Znanost in zdravstvo
- Božena Čretnik, zdravnica splošne medicine, pediatrinja, družbeni aktivist (1932, Slovenj Gradec – 2000, Prevalje)
- Rudolf Čretnik , doktor veterinarskih znanosti, filmski ustvarjalec (1924, Dramlje – 2005, Prevalje)
- Drago Plešivčnik, kulturni delavec, urednik, kirurg, primarij (1929, Prevalje – 2023, Legen)
- Vojko Strojnik, doktor znanosti, kineziolog (1960, Črna na Koroškem –)
- Franc Sušnik, botanik (1930, Prevalje – 1996, Prevalje)
- Janko Sušnik, publicist, zdravnik specialist (1927, Maribor – 2005, Slovenj Gradec)

## Religija
- Zdravko Valentin Kordež, duhovnik, kulturni delavec (1908, Prevalje – 1983, Vuzenica)
- Franc Ksaver Meško, pisatelj, župnik, duhovnik, dramatik, pesnik (1874, Ključarovci – 1964, Slovenj Gradec)
- Anton Oliban, katoliški duhovnik, pesnik, prevajalec, župnik (1824, Moravče – 1860, Prevalje)
- Ludvik Viternik, katoliški duhovnik, župnik, skladatelj, cerkveni glasbenik (1888, Stražišče – 1973, Ravne na Koroškem)

## Šport
- Dejan Adamovič, športni padalec, športnik (1972, Slovenj Gradec –)
- Mirko Bavče, namiznoteniški igralec, rokometaš, smučarski tekač, športnik (1942, Prevalje –)
- Bogdan Kotnik, športnik, odbojkar, profesor telesne vzgoje, doktor znanosti (1978, Slovenj Gradec –)
- Fricka Mačič, kegljačica, športnica (1936, Prevalje – 1977, Slovenija)
- Vid Peršak, kolesar (1996, Šentanel –)
- Rose Rosthorn-Friedmann, alpinistka (1864, Prevalje – 1919, Baden)